# Sei Sikambing C II
Sei Sikambing C II is een bestuurslaag in het regentschap Medan van de provincie Noord-Sumatra, Indonesië. Sei Sikambing C II telt 12.300 inwoners (volkstelling 2010).